# Bosmina chilensis
Bosmina chilensis är en kräftdjursart som beskrevs av Daday 1902. Bosmina chilensis ingår i släktet Bosmina och familjen Bosminidae. Inga underarter finns listade.